# Michigan Indy 400 2002
Michigan Indy 400 2002 var ett race som var den elfte deltävlingen i Indy Racing League 2002. Racet kördes den 28 juli på Michigan International Speedway. Tomas Scheckter blev den förste afrikanske föraren att vinna en Indytävling i historien, och därtill satte han pole position och snabbaste varv. Mästerskapsledaren Gil de Ferran slutade femma, precis före huvudkonkurrenterna Hélio Castroneves och Sam Hornish Jr. Felipe Giaffones tredjeplats gjorde dock att han hängde kvar i striden om titeln, utan att dittills vunnit något race.

## Slutresultat
| Plats | Förare            | Team                     | Grid |
| ----- | ----------------- | ------------------------ | ---- |
| 1     | Tomas Scheckter   | Cheever Racing           | 1    |
| 2     | Buddy Rice        | Cheever Racing           | 2    |
| 3     | Felipe Giaffone   | Mo Nunn Racing           | 12   |
| 4     | Tony Renna        | Kelley Racing            | 10   |
| 5     | Gil de Ferran     | Marlboro Team Penske     | 17   |
| 6     | Hélio Castroneves | Marlboro Team Penske     | 6    |
| 7     | Sam Hornish Jr.   | Panther Racing           | 4    |
| 8     | Sarah Fisher      | Dreyer & Reinbold Racing | 8    |
| 9     | Scott Sharp       | Kelley Racing            | 16   |
| 10    | Richie Hearn      | Sam Schmidt Motorsports  | 21   |
| 11    | Laurent Redon     | Conquest Racing          | 14   |
| 12    | Alex Barron       | Blair Racing             | 7    |
| 13    | Buddy Lazier      | Hemelgarn Racing         | 15   |
| 14    | Billy Boat        | CURB/Agajanian Racing    | 19   |
| 15    | Raul Boesel       | Bradley Motorsports      | 18   |
| 16    | Arie Luyendyk     | Treadway/Hubbard Racing  | 20   |
| 17    | Greg Ray          | A.J. Foyt Enterprises    | 23   |
| 18    | Mark Dismore      | Team Menard              | 5    |
| 19    | Eliseo Salazar    | A.J. Foyt Enterprises    | 9    |
| 20    | George Mack       | 310 Racing               | 24   |
| 21    | Scott Harrington  | Brayton Racing           | 25   |
| 22    | Eddie Cheever     | Cheever Racing           | 3    |
| 23    | Airton Daré       | A.J. Foyt Enterprises    | 13   |
| 24    | Robbie Buhl       | Dreyer & Reinbold Racing | 11   |
| 25    | Jeff Ward         | Chip Ganassi Racing      | 22   |